# باشگاه فوتسال سوهان محمد سیما قم
باشگاه فوتسال سوهان محمد سیما قم یک باشگاه حرفه‌ای فوتسال در شهر قم، ایران است.
این باشگاه در سال ۱۳۹۲ با نام آتلیه طهران قم تأسیس شده و هم‌اکنون در لیگ برتر فوتسال ایران حضور دارد.
هم اکنون امتیاز باشگاه سوهان محمد سیما قم به تیم فردوس قم داده شده است.

## عملکرد
| فصل     | لیگ      | رتبه                           | توضیح                           |
| ------- | -------- | ------------------------------ | ------------------------------- |
| ۹۴–۱۳۹۳ | دسته ۲   | ۱ (گروه جنوب شرق) - ۷ (پلی آف) | تغییر نام به آنا بتن قم         |
| ۹۵–۱۳۹۴ | دسته ۱   | ۳ (گروه الف)                   | تغییر نام به آتلیه طهران قم     |
| ۹۶–۱۳۹۵ | دسته ۱   | ۲ (گروه الف) - ۲ (پلی آف)      | صعود                            |
| ۹۷–۱۳۹۶ | لیگ برتر | ۵                              |                                 |
| ۹۸–۱۳۹۷ | لیگ برتر | ۶ (مرحله گروهی) - ۳ (پلی آف)   | تغییر نام به سوهان محمد سیما قم |
| ۹۹–۱۳۹۸ | لیگ برتر |                                |                                 |